# 大岡忠恒
大岡 忠恒（おおおか ただつね）は、三河国西大平藩第3代藩主。大岡忠相の孫。大岡忠宜の次男。大岡越前守家5代当主。

## 経歴
明和2年（1765年）に兄の忠豫が廃嫡された後、翌明和3年（1766年）に父・忠宜から家督を譲られ、15歳で大岡家を相続する。従五位下・越前守に叙任する。
播磨国安志藩第2代藩主・小笠原長逵の四男を養子とし、大岡忠與と名乗らせる。明和6年（1769年）4月、日光祭礼奉行を勤め、天明4年（1784年）に病により隠居して忠與に家督を継がせた。天明4（1784年）、美濃守に転任し、翌天明5年（1785年）にさらに能登守に転任する。天明6年（1786年）に死去した。享年36。

## 系譜
父母
- 大岡忠宜（父）
- 小瀬氏（母） - 側室

婚約者
- 毛利広豊の娘

子女
- 大岡秀三郎[2]
- 大岡忠移（次男）
- 大岡忠挙

養子女
- 大岡忠與 - 小笠原長逵の四男
- 大岡忠與室 - 大岡忠宜の娘